# Бурківка (Корюківський район)
Бурківка (до 17 лютого 2016 року — Червоний Довжик) — село в Україні, у Корюківській міській громаді Корюківського району Чернігівської області. Станом на 2025 рік населення становить 5 осіб. Орган місцевого самоврядування до 2020 року — Савинківська сільська рада.

## Історія
До 2016 року село Бурківка носило назву Червоний Довжик.
12 червня 2020 року, відповідно до розпорядження Кабінету Міністрів України № 730-р «Про визначення адміністративних центрів та затвердження територій територіальних громад Чернігівської області», увійшло до складу Корюківської міської громади.
19 липня 2020 року, в результаті адміністративно-територіальної реформи та ліквідації колишнього Корюківського району, село увійшло до складу новоутвореного Корюківського району.

## Географія
Село розташоване за 20 км від районного центру і залізничної станції Корюківка. Висота над рівнем моря — 146 м.